# Уш (Айфель)
Уш (нем. Usch) — община в Германии, в земле Рейнланд-Пфальц.
Входит в состав района Айфель-Битбург-Прюм. Подчиняется управлению Кильбург. Население составляет 67 человек (на 31 декабря 2010 года). Занимает площадь 1,33 км².